# Traditionsbahn Radebeul

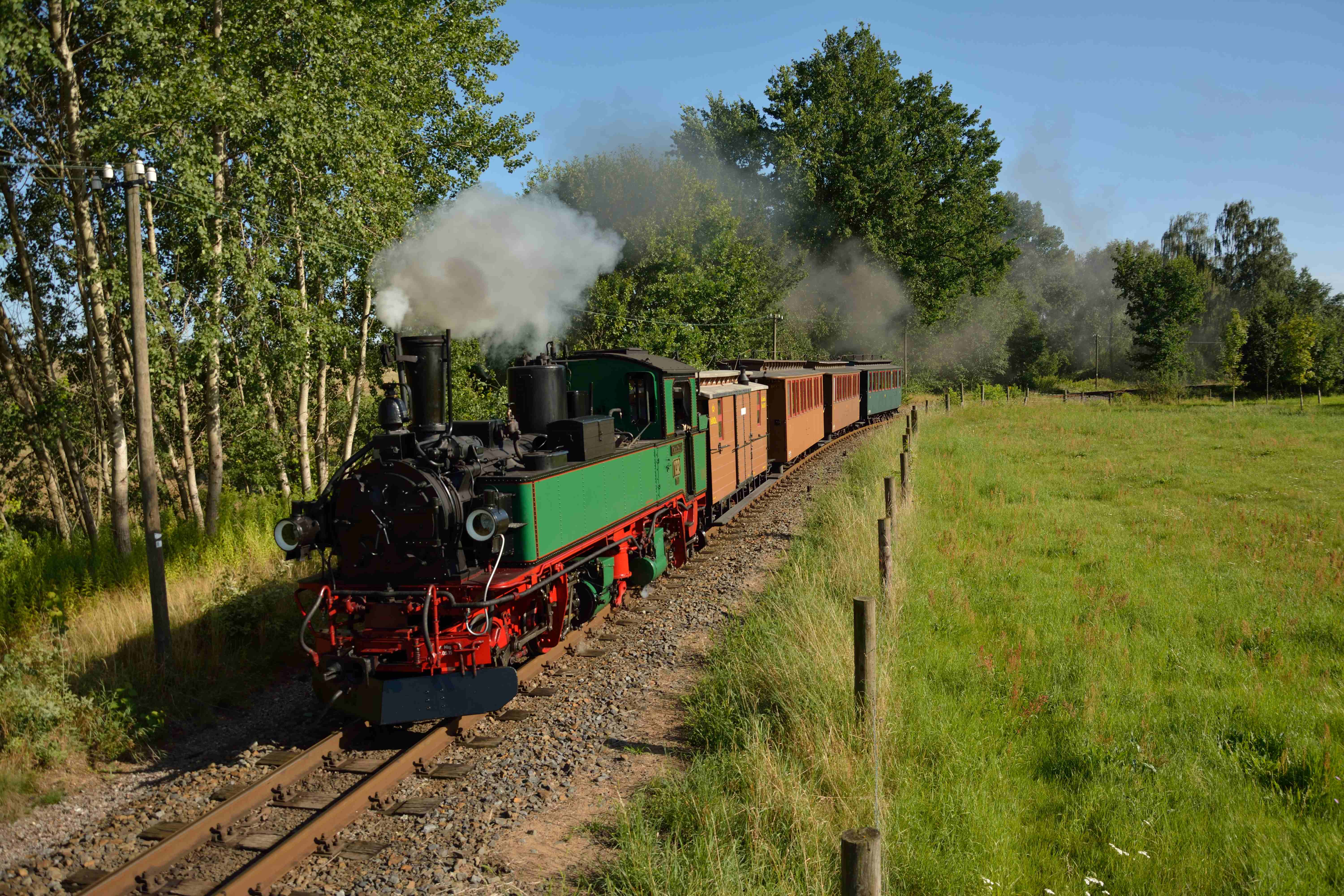
Zug mit der Sächsischen IV K 132 des Traditionsbahn Radebeul e. V. auf einer Sonderfahrt in der Nähe von Bärnsdorf (2016)

Der Traditionsbahn Radebeul e. V. (TRR) ist ein Verein von Eisenbahnfreunden mit Sitz in Radebeul, Sachsen. Er war die erste organisierte Vereinigung in der damaligen DDR, die sich der betriebsfähigen und musealen Erhaltung von historischen schmalspurigen Eisenbahnfahrzeugen widmete. Seit 1974 ist er Betreiber der Traditionszüge auf der Schmalspurbahn Radebeul Ost–Radeburg.

## Geschichte

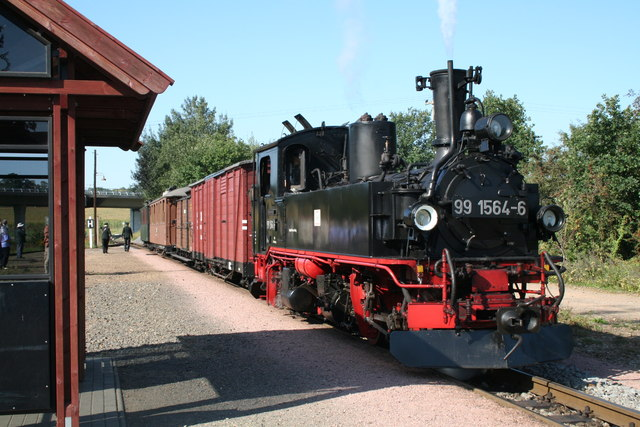
Zug des Traditionsbahn Radebeul e. V. in Friedewald Bad (2007)

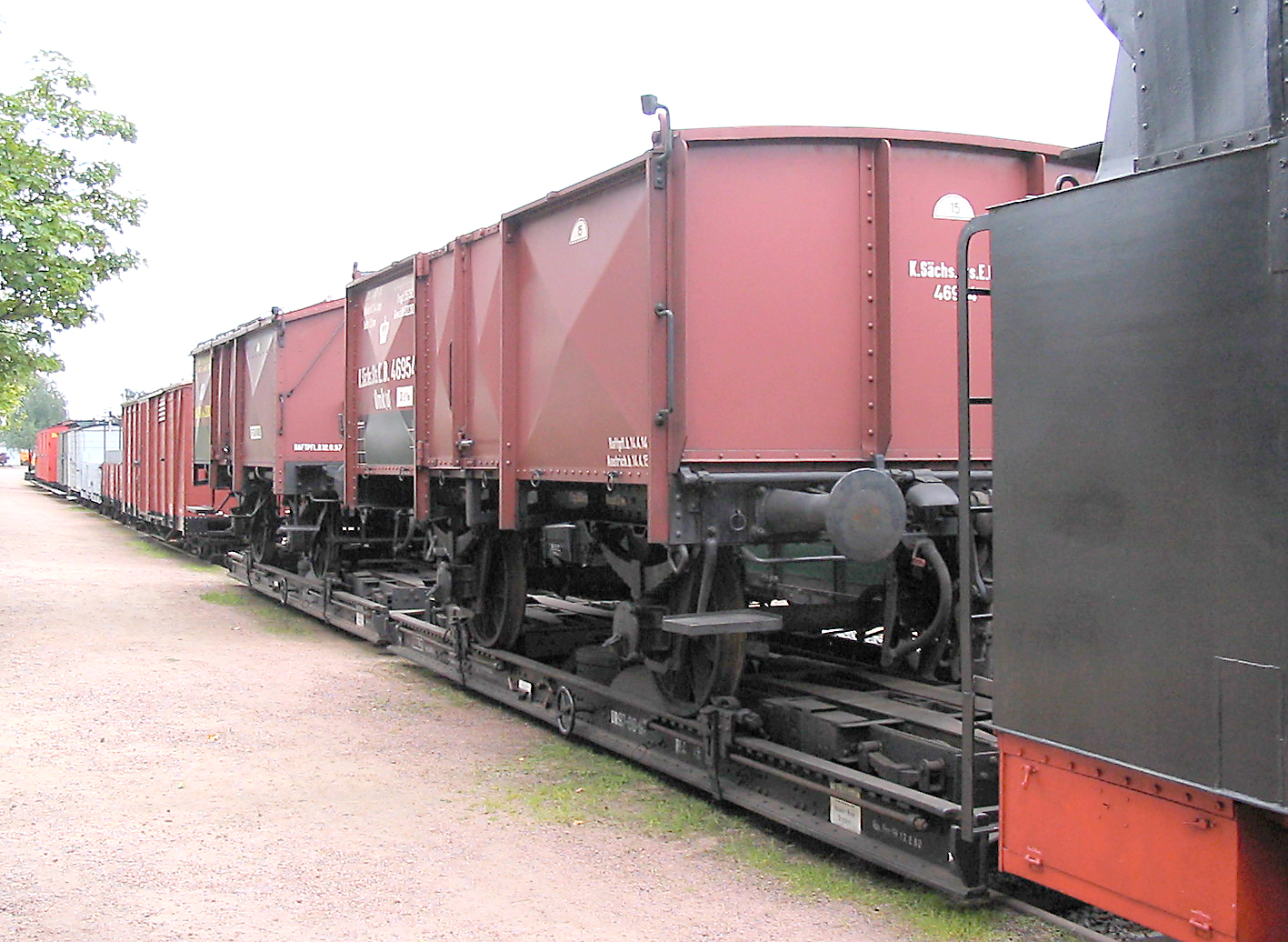
Die durch den Verein betreuten Museumswagen des Verkehrsmuseums Dresden am Bahnhof Radebeul Ost (2008)

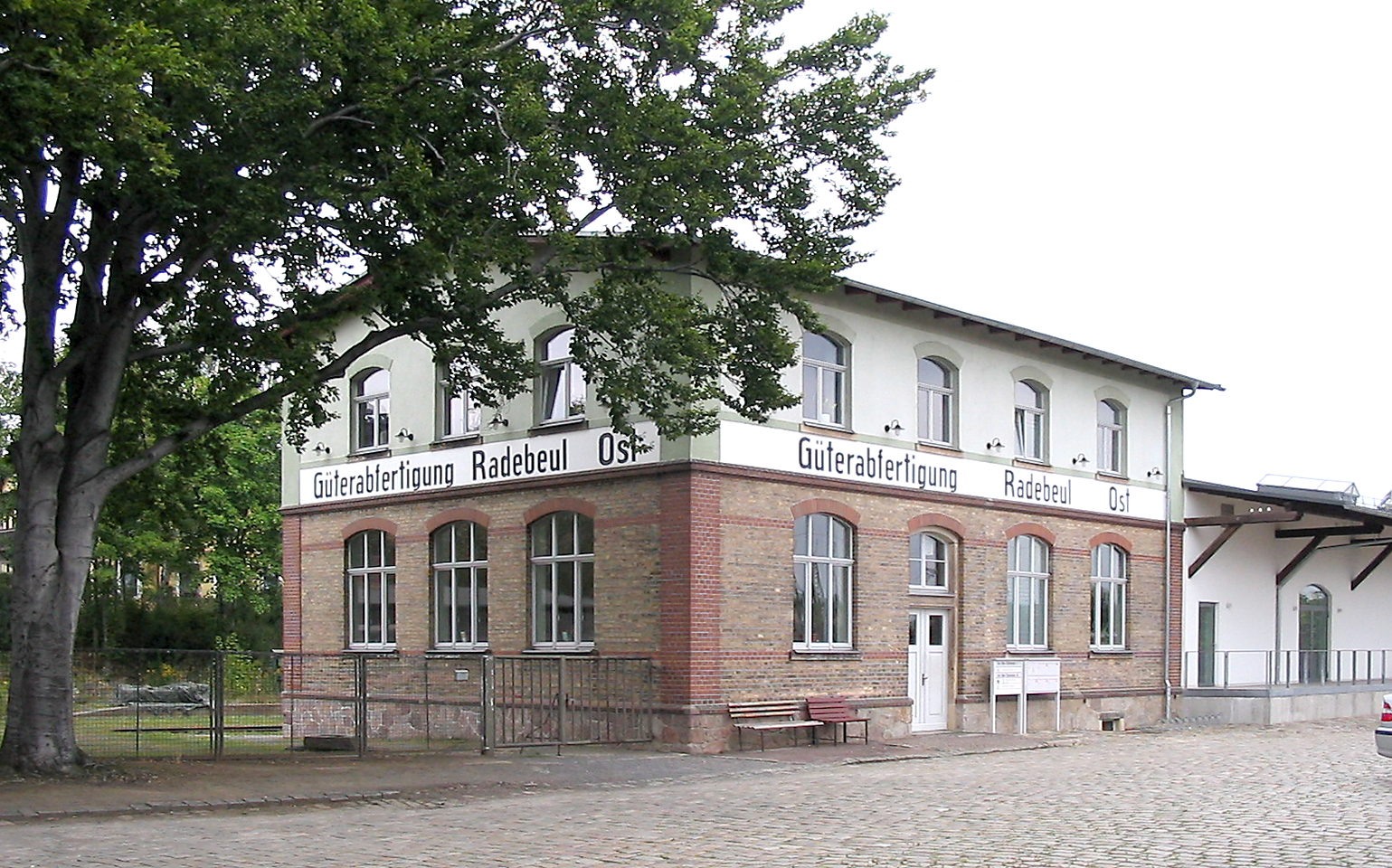
Sitz des Vereins war bis 2017 der Historische Güterboden am Bahnhof Radebeul Ost

Seinen Ursprung hat der heutige Traditionsbahn Radebeul e. V. in einer Gruppe von Eisenbahnfreunden, die 1967 mit der Sammlung und Aufarbeitung der letzten noch vorhandenen zweiachsigen sächsischen Schmalspurwagen begannen. Diese zur Ausmusterung vorgesehenen Wagen waren durch einen Mitarbeiter der Abteilung Wagenwirtschaft der Deutschen Reichsbahn nach Radebeul Ost verfügt worden, um sie so für eine museale Erhaltung sicherzustellen. Das Verkehrsmuseum Dresden übernahm diese Fahrzeuge in seinen Museumsbestand und sie wurden im Juni 1968 erstmals in Radebeul Ost einer breiten Öffentlichkeit präsentiert.
Die Eisenbahnfreunde organisierten sich schließlich in einer Arbeitsgemeinschaft des Deutschen Modelleisenbahn-Verbandes (DMV). Ein großer Erfolg für die Eisenbahnenthusiasten waren die ab 10. August 1974 eingeführten Traditionsfahrten mit auch innen im Lieferzustand erhaltenen Reisezugwagen der sächsischen Schmalspurbahnen. Damit gab es erstmals auf dem Gebiet der DDR einen regelmäßigen musealen Zugverkehr, der sich fortan großer Beliebtheit erfreute.
Um den Traditionsbetrieb weiterhin sicherzustellen, gründete sich am 19. Dezember 1974 die AG 3/58 „Traditionsbahn Radebeul-Radeburg“ des DMV. Die für den Traditionsbetrieb genutzten Fahrzeuge verblieben weiterhin im Betriebspark der DR, welche auch fällige Ausbesserungen und Hauptuntersuchungen ausführen ließ. Die am Bahnhof Radebeul Ost aufgestellten nichtbetriebsfähigen Museumsfahrzeuge gehörten hingegen weiterhin zum Bestand des Verkehrsmuseums Dresden.
Eine völlig neue Situation ergab sich nach der politischen Wende im Osten Deutschlands 1989. Waren die Traditionszüge bislang gut ausgelastet gewesen, so kam es nun zu einem rapiden Einbruch der Fahrgastzahlen. Die Arbeitsgemeinschaft löste sich aus dem DMV und gründete 1990 einen eingetragenen Verein. In den 1990er Jahren bemühte sich der Verein nun auch um eine Übernahme der im Traditionsbetrieb genutzten Fahrzeuge. Zwei Lokomotiven übernahmen sie 1993, als Ersatz für verkaufte Ausstellungsstücke, von der DR zunächst leihweise, um diese Loks vor dem Museumszug an der Ladestraße aufzustellen. Von der Anschlussbahn der Gießerei Schmiedeberg im Weißeritztal kam eine für den Rangierbetrieb benötigte Diesellokomotive als erste vereinseigene betriebsfähige Maschine.
Im November 1993 richtete der Verein die erste Jahrestagung des Verbandes Deutscher Museums- und Touristikbahnen (VDMT) aus.
Die Verkehrspolitik der Deutschen Bahn (Nachfolger der Deutschen Reichsbahn ab 1994) als ab 1994 Eigentümer der Strecke Radebeul Ost—Radeburg war nicht auf ein Weiterbetreiben der Schmalspurbahnen in Deutschland ausgerichtet. Daher wurde es notwendig, 1997 ein eigenständiges Eisenbahnverkehrsunternehmen (EVU) zu gründen. Im Jahr 2000 gelang dem Verein die Übernahme eines Teils der bislang im Traditionsbetrieb eingesetzten Fahrzeuge. Sieben Personen- und einige Güterwagen sowie drei Dampflokomotiven befinden sich seitdem im Eigentum der Traditionsbahn Radebeul e. V. Dieser Grundbestand wurde schließlich noch durch weitere Neuerwerbungen ergänzt.
Seit dem Jahr 2009 ist die Traditionsbahn Radebeul als betriebsführendes Eisenbahnverkehrsunternehmen für die wiedererrichteten Anlagen des Bahnhofs Wilsdruff verantwortlich.
Im Jahr 2015 wurde das 50. Jubiläum des Traditionsbetriebes mit einem Festwochenende gefeiert. Neben den Fahrzeugen des Vereins kamen dabei auch Fahrzeuge der IG Verkehrsgeschichte Wilsdruff sowie per Sondergenehmigung mehrere Museumswagen des Verkehrsmuseums Dresden zum Einsatz. Höhepunkt war dabei der gleichzeitige Einsatz beider Dampflokomotiven des Traditionsbahnvereines, bevor die IV K Nr. 176 wegen Ablauf der gesetzlichen Einsatzfristen abgestellt werden musste.
Bis zur Kündigung des langjährigen Mietvertrages im Jahr 2017 hatte Verein seinen Sitz in der früheren Güterabfertigung im Bahnhof Radebeul Ost. Heute befindet sich die Geschäftsstelle auf dem Gelände des früheren Elektrizitätswerkes Niederlößnitz, wo auch eine Werkstatt zur Wageninstandsetzung zur Verfügung steht.

## Fahrzeuge
| Nr.    | Baureihe/Typ         | Hersteller                            | Baujahr | Bemerkung                                                             | Foto |
| 99 539 | Sächsische IV K      | Sächsische Maschinenfabrik, Chemnitz  | 1899    | annähernd in Lieferzustand als IV K 132 versetzt, nicht betriebsfähig |      |
| 99 586 | Sächsische IV K      | Sächsische Maschinenfabrik, Chemnitz  | 1912    | annähernd in Lieferzustand als IV K 176 versetzt, betriebsfähig       |      |
| 99 791 | DR-Baureihe 99.77–79 | VEB Lokomotivbau Karl Marx Babelsberg | 1957    | im letzten Einsatzzustand, nicht betriebsfähig                        |      |
| 1      | LKM V10C             | VEB Lokomotivbau Karl Marx Babelsberg | 1957    | 1993 von Gießerei Schmiedeberg erworben, betriebsfähig                |      |

| Nr.     | Gattung | Hersteller                       | Baujahr | Bemerkung | Foto |
| 975-103 | KPw     | Werkstätten der K.Sächs.Sts.E.B. | 1896    | zweiachsiger Gepäckwagen, in Lieferzustand als 1492K versetzt, betriebsfähig |      |
| 971-251 | KB      | Werkstätten der K.Sächs.Sts.E.B. | 1894    | durch die IG Verkehrsgeschichte Wilsdruff e. V. bis 2015 im Lieferzustand als 235K aufgearbeitet, im EVU TRR mit der internen Nr. 971-251 eingestellt und gelegentlich in Sonderzüge eingestellt, Eigentum IG Verkehrsgeschichte Wilsdruff |      |
| 970-302 | KB4     | Werkstätten der K.Sächs.Sts.E.B. | 1899    | vierachsiger Oberlichtwagen, in Zustand um 1900 als 286K versetzt, betriebsfähig |      |
| 970-309 | KB4     | Werkstätten der K.Sächs.Sts.E.B. | 1900    | vierachsiger Oberlichtwagen, in Zustand um 1910 als 325K versetzt, betriebsfähig |      |
| 970-316 | KB4     | Werkstätten der K.Sächs.Sts.E.B. | 1901    | vierachsiger Oberlichtwagen, in Zustand um 1900 als 343K versetzt, betriebsfähig |      |
| 970-237 | KB4     | Busch, Bautzen                   | 1912    | in Lieferzustand als 435K versetzt, betriebsfähig |      |
| 970-269 | KB4trp  | Busch, Bautzen                   | 1914    | im letzten Betriebszustand |      |
| 974-355 | KPw4    | Waggonfabrik Werdau              | 1926    | im letzten Betriebszustand, nicht betriebsfähig |      |
| 974-354 | KPw4    | Waggonfabrik Werdau              | 1927    | in Lieferzustand als K1753 versetzt, betriebsfähig |      |
| 970-006 | KA4     | Linke-Hofmann-Busch, Bautzen     | 1930    | in Lieferzustand als K26 versetzt, betriebsfähig |      |
| 970-459 | KB4     | Linke-Hofmann-Busch, Bautzen     | 1932    | ehemaliger Clubwagen des Vereins, nicht betriebsfähig, seit 2022 Eigentum Stiftung Sächsische Schmalspurbahnen |      |

| Nr.      | Gattung | Hersteller                  | Baujahr | Bemerkung                                                                                    | Foto |
| 97-13-68 | GGw     | Waggonfabrik Werdau         | 1910    | in Lieferzustand als 2114K versetzt, betriebsfähig                                           |      |
| 97-13-06 | GGw     | Bautzen                     | 1912    | nicht betriebsfähig                                                                          |      |
| 97-21-15 | OO      | Busch, Bautzen              | 1913    | Eigentum Verkehrsmuseum Dresden, im Zustand um 1955, betriebsfähig                           |      |
| 97-09-85 | GGw     | Busch, Bautzen              | 1916    | Werkstattwagen des TRR e. V., im letzten Einsatzzustand als Gerätewagen, nicht betriebsfähig |      |
| 97-13-06 | GGwhEl  | Waggonfabrik Werdau         | 1918    | in Lieferzustand als 2361K versetzt, nicht betriebsfähig                                     |      |
| 97-13-61 | GGwhEl  | Waggonfabrik Werdau         | 1918    | im Zustand der 1950er Jahre, betriebsfähig, 2018 abgegeben an Museumsbahn Schönheide         |      |
| 97-25-20 | HH      | Zwickau                     | 1926    | im letzten Einsatzzustand, nicht betriebsfähig                                               |      |
| 97-25-52 | HH      | Zwickau                     | 1926    | im Zustand der 1950er Jahre, betriebsfähig                                                   |      |
| 97-25-53 | HH      | Zwickau                     | 1926    | im letzten Einsatzzustand, betriebsfähig                                                     |      |
| 97-14-19 | GGw     | Linke-Hofmann-Busch, Werdau | 1929    | im letzten Einsatzzustand, nicht betriebsfähig                                               | -    |
| 97-12-48 | GGw     | Linke-Hofmann-Busch, Werdau | 1929    | Eigentum Verkehrsmuseum Dresden, in Lieferzustand als K3447 versetzt, betriebsfähig          |      |